# Parti socialiste d'Ukraine (1950)
Ne doit pas être confondu avec Parti socialiste d'Ukraine.
Pour les autres articles nationaux ou selon les autres juridictions, voir Parti socialiste.
Le Parti socialiste d'Ukraine (de 1950) fut une union d'émigrés ukrainiens membres des Partis centres socialistes : le Parti ouvrier social-démocrate ukrainien (USDRP), le Parti ukrainien des socialistes révolutionnaires (USPR), le Parti radical ukrainien[Lequel ?] et le Parti démocratique social ukrainien (USDP).
Il se forma en 1950 à Augsbourg en Allemagne.  Le Parti soutint le gouvernement en exil de la République populaire ukrainienne et appartenait au Conseil national ukrainien. Ce Parti représenta l'Ukraine dans les congrès des Partis socialistes en Europe. Avec la disparition de la plupart de ses membres, il cessa son activité.